# Comuna Hrîhorivka, Bratske
Hrîhorivka (în ucraineană Григорівка) este o comună în raionul Bratske, regiunea Mîkolaiiv, Ucraina, formată din satele Antonivka, Hrîhorivka (reședința), Mîhailo-Jukove, Orlove Pole, Stepove și Tîmofiivka.

## Demografie
Componența lingvistică a comunei Hrîhorivka
     Ucraineană (81,11%)
     Rusă (15,91%)
     Română (2,31%)
     Alte limbi (0,48%)
Conform recensământului din 2001, majoritatea populației comunei Hrîhorivka era vorbitoare de ucraineană (81,11%), existând în minoritate și vorbitori de rusă (15,91%) și română (2,31%).